# Brahma Chellaney
Brahma Chellaney est Professeur d'études stratégiques Centre for Policy Research (en) basé à New Delhi, un think-tank indépendant, subventionné par des fonds privés. Jusqu'à récemment, il était aussi membre du Comité consultatif politique dirigé par le ministère des Affaires étrangères de l'Inde.